# Paulpietersburg
Paulpietersburg is een dorp met 1900 inwoners, in de provincie KwaZoeloe-Natal in Zuid-Afrika. Het dorp is gesticht in 1888 en vernoemd naar Paul Kruger en Piet Joubert.

## Subplaatsen
Het nationaal instituut voor de statistiek, Stats SA, deelt sinds de census 2011 deze hoofdplaats in in zogenaamde subplaatsen (sub place), c.q. slechts één subplaats:
Paulpietersburg SP.